# Lepadogaster lepadogaster
El pegatimón (Lepadogaster lepadogaster) es una especie de pez perciforme de la familia Gobiesocidae. No se reconocen subespecies. Se encuentra en el Atlántico oriental y el mar Mediterráneo, sin embargo su presencia en el mar Negro es dudosa.